# Relais 4 × 400 mètres féminin aux Jeux olympiques d'été de 2012
Navigation
Pékin 2008 Rio 2016
L'épreuve du relais 4 × 400 mètres féminin aux Jeux olympiques de 2012 a eu lieu le 10 pour les séries et le 11 août pour la finale dans le Stade olympique de Londres. L'équipe russe, initialement classée médaille d'argent, est disqualifiée en février 2017, à cause du dopage d'Antonina Krivoshapka.

## Records
Avant cette compétition, les records dans cette discipline étaient les suivants :
| Record du monde  | 3 min 15 s 17 | Ledovskaya - Nazarova - Kulchunova - Bryzgina | Union soviétique | 1er octobre 1988 | Séoul |
| Record olympique | 3 min 15 s 17 | Ledovskaya - Nazarova - Kulchunova - Bryzgina | Union soviétique | 1er octobre 1988 | Séoul |

## Médaillées
| Or | Argent                                                                                         | Bronze                                                                 |
| États-Unis Keshia Baker Allyson Felix Diamond Dixon Francena McCorory Sanya Richards-Ross DeeDee Trotter | Jamaïque Christine Day Shereefa Lloyd Rosemarie Whyte Shericka Williams Novlene Williams-Mills | Ukraine Alina Lohvynenko Olha Zemlyak Hanna Yaroshchuk Nataliya Pyhyda |

## Résultats

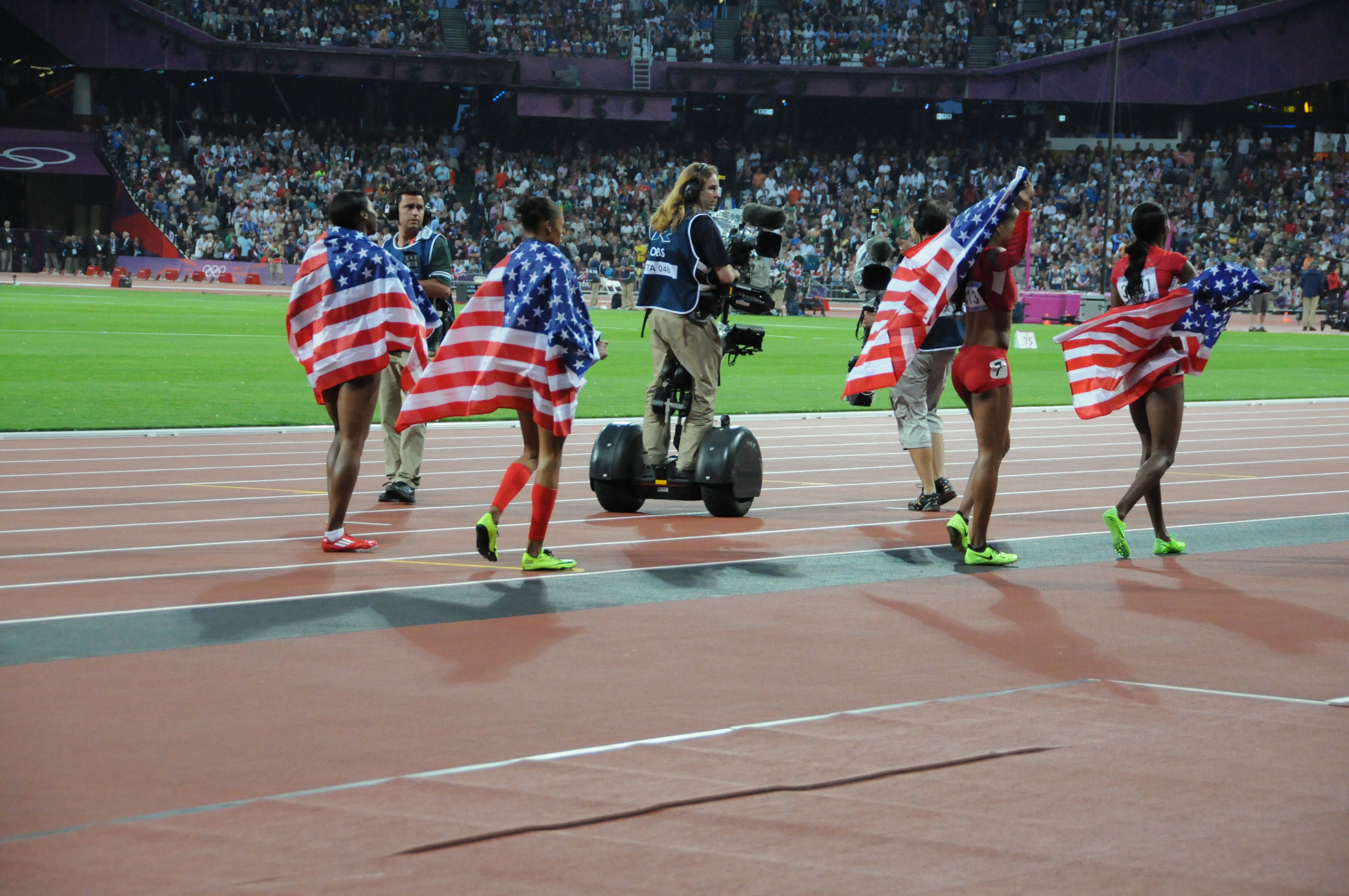
L'équipe des États-Unis fêtant la médaille d'or du 4x400m.

### Finale (11 août)
| Rang               | Couloir | Pays               | Athlètes                                                                  | Temps         | Notes |
| ------------------ | ------- | ------------------ | ------------------------------------------------------------------------- | ------------- | ----- |
| Médaille d'or      | 7       | États-Unis         | DeeDee Trotter, Allyson Felix, Francena McCorory, Sanya Richards-Ross     | 3 min 16 s 87 | WL    |
| Médaille d'argent  | 6       | Jamaïque           | Christine Day, Rosemarie Whyte, Shericka Williams, Novlene Williams-Mills | 3 min 20 s 95 | SB    |
| Médaille de bronze | 4       | Ukraine            | Alina Lohvynenko, Olha Zemlyak, Hanna Yaroshchuk, Nataliya Pyhyda         | 3 min 23 s 57 | SB    |
| 4                  | 9       | Grande-Bretagne    | Shana Cox, Lee McConnell, Perri Shakes-Drayton, Christine Ohuruogu        | 3 min 24 s 76 | SB    |
| 5                  | 8       | France             | Phara Anacharsis, Muriel Hurtis, Marie Gayot, Floria Guei                 | 3 min 25 s 92 |       |
| 6                  | 2       | République tchèque | Denisa Rosolová, Zuzana Bergrová, Jitka Bartoničková, Zuzana Hejnová      | 3 min 27 s 77 |       |
| —                  | 3       | Nigeria            | Omolara Omotosho, Muizat Ajoke Odumosu, Regina George, Bukola Abogunloko  | DQ            |       |
| —                  | 5       | Russie             | Yulia Gushchina, Antonina Krivoshapka, Tatyana Firova, Natalya Antyukh    | DQ            |       |

### Séries (10 août)

#### Série 1
| Rang | Pays               | Athlètes                                                                     | Temps         | Notes |
| ---- | ------------------ | ---------------------------------------------------------------------------- | ------------- | ----- |
| 1    | États-Unis         | Keshia Baker, Francena McCorory, Diamond Dixon, DeeDee Trotter               | 3 min 22 s 09 | Q     |
| 2    | Russie             | Yuliya Gushchina, Tatyana Firova, Natalya Nazarova, Anastasiya Kapachinskaya | 3 min 23 s 11 | Q, SB |
| 3    | Grande-Bretagne    | Shana Cox, Lee McConnell, Eilidh Child, Christine Ohuruogu                   | 3 min 25 s 05 | Q     |
| 4    | République tchèque | Denisa Rosolová, Zuzana Bergrová, Jitka Bartoničková, Zuzana Hejnová         | 3 min 26 s 20 | q     |
| 5    | Pologne            | Iga Baumgart, Justyna Święty, Anna Jesień, Patrycja Wyciszkiewicz            | 3 min 30 s 15 |       |
| 6    | Irlande            | Marian Heffernan, Joanne Cuddihy, Jessie Barr, Michelle Carey                | 3 min 30 s 55 | SB    |
| 7    | Brésil             | Joelma Sousa, Jailma de Lima, Aline dos Santos, Geisa Coutinho               | 3 min 32 s 95 |       |
| 8    | Turquie            | Pınar Saka, Meliz Redif, Birsen Engin, Sema Apak                             | 3 min 34 s 71 |       |

#### Série 2
| Rang | Pays        | Athlètes                                                                  | Temps         | Notes |
| ---- | ----------- | ------------------------------------------------------------------------- | ------------- | ----- |
| 1    | Jamaïque    | Christine Day, Shereefa Lloyd, Shericka Williams, Rosemarie Whyte         | 3 min 25 s 13 | Q, SB |
| 2    | Ukraine     | Olha Zemlyak, Alina Lohvynenko, Hanna Yaroshchuk, Nataliya Pyhyda         | 3 min 25 s 90 | Q     |
| 3    | France      | Phara Anacharsis, Muriel Hurtis, Marie Gayot, Floria Guei                 | 3 min 25 s 94 | Q     |
| 4    | Nigeria     | Omolara Omotosho, Idara Otu, Bukola Abogunloko, Regina George             | 3 min 26 s 29 | q, SB |
| 5    | Biélorussie | Alena Kiyevich, Iryna Khliustava, Ilona Usovich, Sviatlana Usovich        | 3 min 26 s 52 | SB    |
| 6    | Cuba        | Aymée Martínez, Diosmely Peña, Yaimeisi Borlot, Daysiurami Bonne          | 3 min 27 s 41 | SB    |
| 7    | Italie      | Chiara Bazzoni, Elena Maria Bonfanti, Libania Grenot, Maria Enrica Spacca | 3 min 29 s 01 | SB    |
| 8    | Allemagne   | Esther Cremer, Janin Lindenberg, Maral Feizbakhsh, Fabienne Kohlmann      | 3 min 31 s 06 |       |

## Légende
Records et Performances
- AR : Record continental (area record)
- CR : Record des championnats (championship record)
- MR : Record du meeting (meet record)
- NR : Record national (national record)
- OR : Record olympique (olympic record)
- PR : Record paralympique (paralympic record)
- PB : Record personnel (personal best)
- SB : Meilleure performance personnelle de la saison (season's best)
- WL : Meilleure performance mondiale de l'année (world leader)
- WJR : Record du monde junior (world junior record)
- WR : Record du monde (world record)

Circonstances et Conditions
- DNF : N'a pas terminé (did not finish)
- DNS : N'a pas pris le départ (did not start)
- DQ : Disqualification (disqualification)
- NM : Aucun essai valable enregistré (No Mark)
- Q : Qualifié « directement » au prochain tour (ou à la prochaine compétition), lors d'une compétition majeure, grâce au classement ou à la réalisation des minima (automatic qualifier)
- q : Qualifié au prochain tour (ou à la prochaine compétition), lors d'une compétition majeure, grâce au repêchage ou à la réalisation de l'une des meilleures performances parmi celles des « non qualifiés directement » (grâce au meilleur temps ou à la meilleure distance par exemple) (secondary qualifier)